# Saint-Étienne-de-Tinée

Saint-Étienne-de-Tinée este o comună în departamentul Alpes-Maritimes din sud-estul Franței. În 1 ianuarie 2022 avea o populație de 1.269 de locuitori.